# Lộ Đãng Thành
Lộ Đãng Thành (Cotai, Coloane-Taipa) là khu vực nằm giữa Đãng Tử và Lộ Hoàn, tạo thành một trong bốn khu vực lớn của đặc khu hành chính Ma Cao. Khu vực này có diện tích 5,6 km²
Lộ Đãng Thành nguyên là một vùng biển, sau khi xây dựng tuyến cầu đường đắp cao Lộ Đãng Liên Quán vào năm 1960, dòng chảy ở phía tây bị chậm lại rồi hình thành vùng sinh thái rừng ngập mặn, phía đông từng xuất hiện hoạt động nuôi hàu cho đến những năm 1980.
Sau đó, do Ma Cao thiếu tài nguyên đất đai, chính phủ Ma Cao đã quyết định cải tạo lấn biển, tạo nên Lộ Đãng Thành ngày nay. Ban đầu, vùng đất này được quy hoạch là một đô thị mới, có chức năng dịch vụ hậu cần cho các thôn công nghiệp lân cận, và từng được dự định sẽ là nơi đặt ga cuối đoạn Ma Cao của đường sắt Quảng-Chu. Về sau, kinh tế Ma Cao đình đốn, và do nhu cầu đất đai cho ngành vui chơi có thưởng đang bùng nổ nên quy hoạch đô thị mới bị gác lại. Từ tháng 3 năm 2000, cầu Liên Hoa (蓮花大橋) nối giữa Lộ Đãng Thành và đảo Hoành Cầm (横琴岛) thuộc Chu Hải đã đi vào hoạt động, trở thành một tuyến đường kết nối giữa Trung Quốc đại lục và Ma Cao.
Hiện nay, Lộ Đãng Thành là một khu vực phát triển mới nổi, một số hạng mục lớn tại đây như Đại học Khoa học-Kỹ thuật Ma Cao (澳門科技大學), "Áo Môn Đản" (澳門蛋)- nơi tổ chức chính của Đại hội Thể thao Đông Á 2005, Trung tâm phim ảnh truyền hình vệ tinh Đông Á (東亞衛視影城), Lộ Đãng Kim Quang Đại Đạo (路氹金光大道, Cotai Strip). Trong đó Cotai Strip có quy mô lớn nhất, theo kế hoạch sẽ xây dựng 20 khách sạn đặc sắc, tổng đầu tư ước khoảng 100 tỉ Pataca Ma Cao.
Sau sự xuất hiện của Lộ Đãng Thành, nó cùng với hai đảo tự nhiên trước đây là Đãng Tử và Lộ Hoàn được hợp lại thành một hòn đảo mới chưa được đặt tên.